# Politics, Philosophy & Economics
Politics, Philosophy & Economics ist eine Fachzeitschrift für Philosophie mit Peer-Review, die vierteljährlich bei Sage erscheint und Beiträge in Englisch veröffentlicht. Sie möchte ein Forum bieten für den Austausch von Methoden und Konzepten zwischen Politikwissenschaftlern, Philosophen und Ökonomen, wobei der Fokus auf politischen und ökonomischen Institutionen und Praktiken liegt.
2018 wurde Politics, Philosophy & Economics auf Platz 147 von 176 in Politikwissenschaften und 42 von 54 in Ethik gerankt, ihr Impact Factor wurde auf 0.650 beziffert.